# Oedostethus ohdai
Oedostethus ohdai là một loài bọ cánh cứng trong họ Elateridae. Loài này được Arimoto miêu tả khoa học năm 2007.